# Дарвих, Ноа
Но́а Я́нис Да́рвих (нем. Noah Yanis Darvich; 25 сентября 2006, Фрайбург-им-Брайсгау) — немецкий футболист, атакующий полузащитник клуба «Штутгарт».

## Клубная карьера
Ноа Дарвих — воспитанник клуба «Фрайбург».

## Карьера в сборной
Ноа Дарвих выступал за сборные Германии до 16 и до 17 лет.
В 2023 году принял участие в юношеском чемпионате Европы, где вместе со сборной до 17 лет стал чемпионом, обыграв в финале Францию.

## Достижения

### Командные
Сборная Германии (до 17 лет)
- Победитель чемпионата Европы (до 17 лет): 2023
- Победитель чемпионата мира (до 17 лет): 2023

### Личные
- Вошёл в состав символической сборной чемпионата Европы до 17 лет: 2023[2]